# بندر تجاری نووراسییسک
بندر تجاری نووراسییسک، (به انگلیسی: Novorossiysk Commercial Sea Port) بزرگترین اپراتور ترابری دریایی و خدمات بنادر تجاری در روسیه است، که دفتر مرکزی و بخش عملیاتی آن، در شهر نووراسییسک، در ساحل دریای سیاه مستقر می‌باشد. سهام این شرکت، در بازار بورس مسکو و بازار بورس لندن معامله می‌شود.